# Trumpchi GA4
La GAC Trumpchi GA4 è una berlina prodotta dal 2018 dalla casa automobilistica cinese Trumpchi, divisione della GAC Group.

## Contesto
La Trumpchi GA4 è una berlina di segmento C che viene presentata al North American International Auto Show di Detroit nel 2018; la scelta del salone americano per la presentazione di un modello destinato prevalentemente al mercato cinese è stata voluta dai vertici della GAC per annunciare il futuro sbarco in USA previsto tra il fine 2019 e l’inizio del 2020 dopo aver aperto tre centri di progettazione negli Stati Uniti. La GA4 è una vettura che nasce per sostituire la vecchia GA5 che utilizzava componenti di origine Alfa Romeo come il motore e il telaio. 
La produzione parte nei primi mesi del 2018, poco dopo la presentazione a Detroit, nel nuovo stabilimento di Hangzhou. La fabbrica apparteneva alla Gonow ed è stata ristrutturata ed ampliata per la produzione della GA4 dopo che la casa madre ha rilevato la stessa Gonow. 
Lunga 4,70 metri la vettura possiede una carrozzeria tre volumi caratterizzata da un frontale con un’ampia mascherina nera con bordi cromati e hai dei fari posteriori a LED discendenti nel paraurti che richiamano nello stile la Buick Excelle, un modello di grande successo in Cina.
L’interno presenta uno schermo da 8 pollici touchscreen con Bluetooth, navigatore e compatibilità Android Auto, Apple CarPlay e Baidu Auto, la strumentazione è mista con quadranti analogici e uno schermo TFT da 3,5 pollici. Il freno a mano è elettrico con pulsante sul tunnel. 

## Meccanica
Il nuovo telaio di base (derivato da quello della piccola GA3S) è stato progettato in modo indipendente da GAC per essere utilizzato da tutti i futuri modelli medio-grandi del costruttore.
La gamma motori è composta da un quattro cilindri 1.5 aspirato con iniezione elettronica e fasatura variabile erogante 114 cavalli e abbinato ad un cambio manuale a 5 rapporti o ad un cambio automatico Aisin a 4 rapporti, il secondo motore è un nuovo 1.3 Turbo quattro cilindri a iniezione elettronica erogante 138 cavalli abbinato ad un cambio manuale o automatico Aisin entrambi a sei rapporti. 
La piattaforma è a trazione anteriore con motore anteriore-trasversale. Le sospensioni anteriori sono a ruote indipendenti con schema MacPherson e barra stabilizzatrice mentre le posteriori sono a ruote interconnesse con ponte torcente e barra stabilizzatrice. Il servosterzo è elettrico. I modelli esportati fuori dalla Cina possiedono il retrotreno a ruote indipendenti a bracci multipli e i motori sono omologati Euro 5. La carrozzeria utilizza acciai alto-resistenziali per la struttura anteriore e acciai a deformazione programmata per il sottoscocca con barre di rinforzo nelle portiere e nei paraurti. La vettura è stata progettata anche per le norme di impatto previste dalle omologazioni in vista della futura esportazione nel mercato NAFTA. 
La dotazione di sicurezza comprende su tutti i modelli sei airbag con controllo di stabilità e trazione, ABS, ripartitore di frenata. Sui modelli di punta è disponibile la ricarica wireless per smartphone, retrocamera a 180 gradi e parcheggio automatico.